# Jean-Baptiste-Claude Delisle de Sales
Pour les articles homonymes, voir Delisle.
Jean-Baptiste Isoard de Lisle, dit Jean-Baptiste-Claude Delisle de Sales, né à Lyon 29 avril 1741,et mort à Paris le 22 septembre 1816, est un écrivain, bibliographe et polygraphe français.

## Sa vie
Entré fort jeune dans la congrégation de l'Oratoire de Nantes, où il est professeur laïc, il vient s'établir à Paris dans l'espoir de se faire un nom par ses écrits. En 1777, son ouvrage De la Philosophie de la Nature, passé d'abord inaperçu, est jugé contraire à la religion et aux mœurs et son auteur condamné au bannissement perpétuel par arrêt du Châtelet. Tandis qu'il attend en prison son jugement en appel, de nombreuses personnalités lui rendent visite et une souscription, à laquelle Voltaire contribue 500 livres, est lancée en sa faveur. Lorsque son arrêt finit par être cassé, sur les conseils de Voltaire, il se rend à Berlin, mais n'y restera que peu de temps.
De retour à Paris, il continue à produire ses ouvrages en toute tranquillité jusqu'au commencement de 1794. Il commet alors l'erreur d'offenser la Convention dans un de ses écrits, ce qui lui vaut un séjour à Sainte-Pélagie d'où il ne sort que le 9 thermidor. En 1795, à la création du nouvel Institut national des sciences et des arts, il est nommé membre de la classe des sciences morales et politiques. Deux ans plus tard, après le coup d'État du 18 fructidor, il prend la défense de ses collègues que le Directoire a exclus de l'Institut : de Fontanes, Pastoret, Sicard et Carnot. Arrivé à un âge avancé, il continue d'écrire ainsi qu'à enrichir sa bibliothèque, qui comptait à sa mort quelque 36 000 volumes.
Chateaubriand, qui qualifie Delisle de Sales de « très-brave homme » et « très-cordialement médiocre », peint ainsi le personnage dans ses dernières années : « Gros et débraillé, il portait un rouleau crasseux que l'on voyait sortir de sa poche ; il y consignait au coin des rues sa pensée du moment. Sur le piédestal de son buste en marbre, il avait tracé de sa main cette inscription, empruntée au buste de Buffon : Dieu, l'homme, la nature, il a tout expliqué. » Ce à quoi, rapporte Adolphe Franck, une main anonyme avait ajouté ce vers : « Mais personne avant lui ne l'avait remarqué. »

## Son œuvre
Son ouvrage le plus important, De la Philosophie de la Nature, ne connut pas moins de sept éditions, sans cesse augmentées, jusqu'à comporter une dizaine de volumes. « Rien n'empêchait, écrit Adolphe Franck, d'en augmenter le nombre indéfiniment, car il n'y a aucun ordre, aucune méthode, aucune suite, aucune unité de composition dans ce livre. Toutes les questions y sont, non pas traitées, mais remuées pêle-mêle, dans un style boursouflé, ridiculement emphatique [...] et l'on passe alternativement d'un sujet et d'un genre à un autre, du roman à la dissertation, de la philosophie à l'histoire ou à la politique, des réflexions générales aux confidences personnelles, sans que l'auteur essaye même de justifier ces changements. » 
Philosophiquement, Delisle se réclame de Locke et conçoit un monde dont Dieu est l'architecte et la nature le machiniste. Un feu primitif, instrument de Dieu et agent de la nature, communique à l'univers le mouvement et la vie. En psychologie, Delisle s'inspire de Descartes en fondant l'exploration des facultés humaines sur l'expérience de la conscience plutôt que sur les hypothèses rationalistes. En morale, Delisle s'accorde avec Helvétius pour dire que l'amour de soi en est l'unique fondement. L'état de nature n'est, selon lui, qu'un rêve : l'homme est né pour vivre en société, et toutes les lois sur lesquelles repose l'ordre social se confondent avec celles dont dépend notre propre bonheur. Le gouvernement idéal se tient éloigné du despotisme comme de l'anarchie. Il construit sa philosophie du bonheur en superposant trois étages, comme l'expliquera Robert Mauzi dans son ouvrage L'idée du bonheur au XVIIIe siècle. En effet, chacun de ces étages serait une des  « portes de l'âme » ouvertes au bonheur. Les sens sont la première de ces portes, l'entendement étant la seconde et la vertu étant le plus haut degré.
Concernant l'âge de la Terre, il oppose aux 6 000 ans proposées par la Bible une période estimée à 140 000 années, calcul qu'il fait reposer sur des observations astronomiques, prétendant qu'il aura fallu 40 062 années à notre planète pour se refroidir ; cependant, il rejette la thèse des 3 millions d'années défendues par certains récits eschatologiques de l'Inde et dont il avait eu connaissance.
Concernant la pyramide de Kheops, s'appuyant sur Greaves , il donne des valeurs fantaisistes à celles ci : 698 pieds anglais pour la base sur 499 pieds anglais pour la hauteur d origine ou 659 pieds français pour la base et 439 pieds français pour la hauteur d origine . Or le rapport 698/499 est très différent du rapport 659/439 . Il donne aussi la hauteur donnée par Chazelle de 465 pieds pour la hauteur , ce qui est aussi totalement farfelu . Il prétend que les faces de la pyramide sont équilatérales ce qui est grotesque . Il décrit la pyramide avec 208 assises , alors qu'il n'y en a que 201.

## Choix de publications
- La Bardinade, ou les Noces de la stupidité, poème en dix chants, 1765 Texte en ligne
- Parallèle entre Descartes et Newton, 1766 Texte en ligne
- De la Philosophie de la nature, ou Traité de morale pour l'espèce humaine tiré de la philosophie et fondé sur la nature, 3 vol., 1770 Texte en ligne 1 2 3
- Histoire d'un voyage aux îles Malouines, fait en 1763 et 1764, par Antoine-Joseph Pernety, édité par Delisle de Sales, 2 vol., 1770
- Histoire des douze Césars, de Suétone, 4 vol., 1771
- Lettre de Brutus sur les chars anciens et modernes, 1771
- Essai sur la tragédie, 1772
- Essai philosophique sur le corps humain, pour servir de suite à la Philosophie de la nature, 3 vol., 1773 Texte en ligne 1 2 3
- Histoire d'Assyrie, ou Histoire des monarchies de Ninive, de Babylone et d'Ecbatane, 1780
- Histoire des hommes, ou Histoire nouvelle de tous les peuples du monde, avec Louis-Sébastien Mercier et Charles-Joseph Mayer, 52 vol., 1780-1785
- Histoire du monde primitif ou des Atlantes, 2 vol., 1780
- Histoire des Égyptiens sous les Pharaons, 3 vol., 1781
- Histoire générale et particulière de la Grèce, 13 vol., 1783
- Théâtre d'un poète de Sybaris, traduit pour la première fois du grec, avec des commentaires, des variantes en des notes, pour servir de supplément au Théâtre des Grecs, 1788 Texte en ligne
- Éponine, ou de la République, ouvrage de Platon, 6 vol., 1793[9] Texte en ligne 1 2 3 4 5 6
- Histoire philosophique du monde primitif, 7 vol., 1793 Texte en ligne 1 2 3 4 5 6 7
- Maximes de La Rochefoucauld, 2 vol., 1794
- De la Philosophie du bonheur, 2 vol., 1796 Texte en ligne 1 2
- Recueil des mémoires adressés à l'Institut national de France sur la destitution des citoyens Carnot, Barthélemy, Pastoret, Sicard et Fontanes, 1799
- Le Vieux de la montagne, histoire orientale, traduite de l'arabe, 4 vol., 1799
- De la Paix de l'Europe et de ses bases, 1800
- De la Fin de la Révolution française et de la stabilité possible du gouvernement actuel de la France, 1800
- Mémoire pour les académies, 1800
- Vie littéraire de Forbonais, Paris, Fuchs, 1801
- Mémoire en faveur de Dieu, 1802
- Défense d'un homme atteint du crime d'avoir défendu Dieu, adressée à l'archevêque de Besançon, 1802
- Tableau historique des règnes de Louis XV et de Louis XVI, 1802
- Mémoires de Candide sur la liberté de la presse, la paix générale, les fondemens de l'ordre social et d'autres bagatelles, 1802
- Malesherbes, 1803
- Examen pacifique des paradoxes d'un célèbre astronome, en faveur des athées, suivi d'un essai philosophique et religieux sur une nouvelle cosmogonie, 1804
- Histoire d'Homère et d'Orphée, 1808
- Œuvres dramatiques et littéraires, 6 vol., 1809
- Essai sur le journalisme depuis 1735 jusqu'à l'an 1800, 1811
- Défense de l'« Essai sur le journalisme », précédée de l'histoire de la conspiration pour étouffer cet ouvrage, 1813
- Sylvain Bailly, maire de Paris et membre de ses trois académies. Hommage à sa mémoire, précédé de la préface générale d'une édition projetée d'œuvres dramatiques et littéraires et suivi d'un essai sur la nature et les élémens de l'éloge, ainsi que de divers opuscules, s. d.
- Histoire de l'ancienne Rome, 15 vol., s. d.